# Roata de Jos
Roata de Jos is een Roemeense gemeente in het district Giurgiu.
Roata de Jos telt 8215 inwoners.